# 中央军委政法委员会政治工作局
中央军委政法委员会政治工作局，位于北京市，是中央军事委员会政法委员会下属局，负责中央军委政法委员会的政治工作及全军司法行政工作。

## 沿革
1978年1月，中央军委颁发《关于军队编制体制的调整方案》，恢复中国人民解放军各级军事法院,同时恢复了中国人民解放军司法行政工作机构——在中国人民解放军军事法院设司法行政处，主要职责是开展律师辩护工作。
1985年2月，中国人民解放军海军司令部设立一名专职军事法律顾问，这是中国人民解放军第一次设立的专职军事法律顾问。1986年初，海军党委发布命令，正式成立海军直属机关法律顾问处，这是中国人民解放军第一个法律顾问处。1988年3月，经中国人民解放军总参谋部批准，海军法律顾问处正式列入海军司令部编制，并且作为中国人民解放军建立“军事法律顾问制度”的试点单位。1987年5月兰州军区成立法律顾问处。此后，各大单位先后成立军事法律顾问处。1989年2月1日，中国人民解放军总参谋部成立中国人民解放军军事法律顾问办公室，领导全军法律顾问工作。
1989年2月27日，中央军委〔1989〕1号文件批转中国人民解放军总政治部《关于加强军队政法工作的意见》的通知，将法律服务工作纳入军队政治工作和政法工作中。这是中央军委首次明确要求在全军各级设法律服务机构。
1991年，中央军委修订颁发《政治工作条例》，其中第19条规定，军队司法行政工作的任务及内容为：“依照国家法律和军队的有关规定，领导和管理军内律师、法律顾问和法律咨询工作，为部队提供法律服务；领导全军的法制教育。”
1992年9月，中央军委批准设立中国人民解放军总政治部司法局，作为全军司法行政工作的职能部门。原设在总参谋部的军事法律顾问机构，向总政治部司法局移交。由此，军内律师、法律顾问和法律咨询工作统一由总政治部司法局领导和管理。总政治部司法局主管全军司法行政工作，全军各大单位以及部分军级单位设司法办公室，主管本部队的法律服务工作。
总政治部司法局隶属总政治部办公厅。总政治部司法局成立后，总政治部先后下发多个有关军队司法行政工作的文件。1992年9月，中国人民解放军总政治部办公厅印发《关于当前军队司法行政工作的几点意见》。1993年3月，中华人民共和国司法部和中国人民解放军总政治部联合发出《关于军队法律服务工作有关问题的通知》，确定在军队创建律师制度，军队律师纳入国家法律服务体系。1993年6月，总政治部颁发《军队法律服务工作暂行规定》。
1996年5月15日，第八届全国人大常委会第十九次会议审议通过了《中华人民共和国律师法》，其中第50条规定：“为军队提供法律服务的军队律师，其律师资格的取得和权利、义务及行为准则，适用本法规定。对军队律师的具体管理办法，由国务院和中央军事委员会另行制定。”
1998年，总政治部发出《关于加强军队律师管理工作的通知》，规定军队律师不再办理有偿经济案件，其任务限于为部队及官兵解决涉法问题提供无条件无偿服务。2000年4月，经中央军委批准，首次在陆军集团军的军、师、旅政治机关正式编配军队律师。军队律师编设在政治机关，受本单位首长及政治机关的领导，并且在本单位法律顾问处的组织领导下履职，业务受上级司法行政主管部门指导。2006年，中国人民解放军第二炮兵部队开始编设军队律师。2007年5月17日，总政治部下发《关于依托省军区系统法律服务组织建立健全解决基层涉法问题协作机制的通知》。2012年1月4日，解放军四总部联合下发《关于进一步加强军队律师工作的意见》。2014年9月7日，国务院、中央军委联合印发《关于进一步加强军人军属法律援助工作的意见》。截至2015年，全军共设有268个法律顾问处，1600多个法律咨询站，共有1400多名军队律师。
2001年，最高人民法院、最高人民检察院、司法部发布《国家司法考试实施办法（试行）》。同年，司法部发布《司法部关于做好2002年国家司法考试工作的通知》（司发通〔2001〕126号）。2002年1月9日，中华人民共和国司法部、中国人民解放军总政治部联合发出《关于组织军队现役人员参加2002年司法考试有关问题的通知》，其中规定：“组织军队现役人员参加2002年国家司法考试的工作，由总政办公厅负责，具体工作由总政司法局在司法部的指导下承办。”自此，军队现役人员开始参加国家司法考试。
在深化国防和军队改革中，2016年1月撤销中国人民解放军总政治部及其下属的中国人民解放军总政治部司法局，组建中央军事委员会政法委员会。中央军委政法委员会下设中央军委政法委员会政治工作局，负责中央军委政法委员会的政治工作及全军司法行政工作。

## 历任主任
中国人民解放军总政治部司法局局长
……
- 庄红军大校（？—？，总政治部办公厅第二秘书局局长兼）[10]
- 石成林大校（？—2003年，总政治部办公厅第二秘书局局长兼）[3]
- 李宇大校（2003年—？，总政治部办公厅第二秘书局局长兼）[11]
- 郝湛秋大校（？—2010年，总政治部办公厅第二秘书局局长兼）[12][13]
- 要文须大校（2010年—2015年，总政治部办公厅第二秘书局局长兼）[14][15][16]

| 中央军委政法委员会政治工作局主任 | 中央军委政法委员会政治工作局副主任 |